# Sven Kjellgren

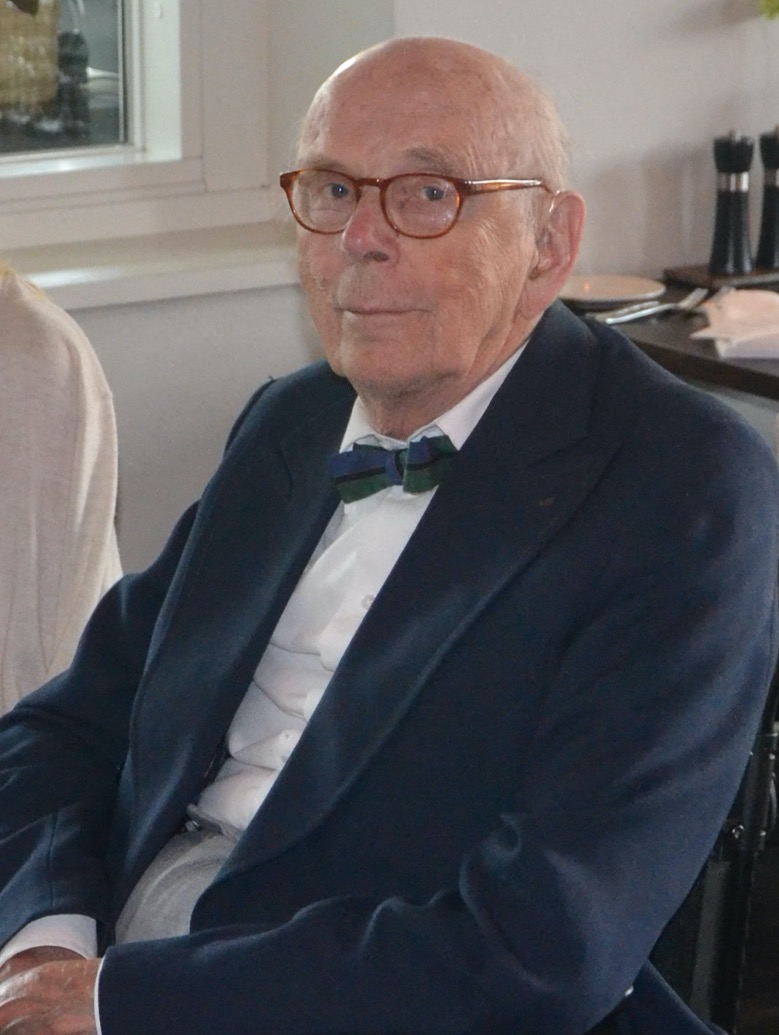
Sven Kjellgren 2016.

Sven Gustaf Vilhelm Kjellgren, född 12 februari 1927 i Falu Kristine församling, död 12 oktober 2020 i Fässbergs distrikt i Västra Götalands län, var en svensk jurist.
Kjellgrens föräldrar folkskolläraren och organisten Gustaf Kjellgren och Elisabet, född Hedén, bodde i Torsångs socken när sonen föddes; farfadern hade varit kyrkoherde i Sundsvall. Efter studentexamen i Göteborg 1946 blev Kjellgren jur. kand. vid Lunds universitet 1951 och gjorde tingstjänstgöring 1952–1954. Kjellgren blev fiskal i Hovrätten för Västra Sverige 1955, var tillförordnad tingssekreterare i Torneå domsaga 1955–1956 samt var stadsnotarie i Göteborgs rådhusrätt 1956–1960. År 1960 blev han assessor i Linköpings rådhusrätt och 1970 tingsdomare i Linköpings domsaga. År 1970 utnämndes han till rådman i Linköpings tingsrätt.
Kjellgren gifte sig 1959 med Ingegerd Lyth, som var dotter till bankdirektören Åke Lyth  och Maj, dotter till disponent Karl Lundberg.